# 日前宮
日前神宮、國懸神宮（ひのくまじんぐう・くにかかすじんぐう）是位在日本和歌山縣和歌山市的神社，同一境內有日前神宮、國懸神宮二座神社，總稱日前宮（（日語）にちぜんぐう）或名草宮。入口向左是日前神宮，向右則為國懸神宮，而二社皆為式內社（名神大社）、紀伊國一宮、舊社格為官幣大社。

## 祭神
日前神宮的主祭神是以日像鏡（（日語）ひがたのかがみ）為神體的日前大神（（日語）ひのくまのおおかみ），相殿神是思兼命（（日語）おもいかねのみこと）、石凝姥命（（日語）いしこりどめのみこと）。
國懸神宮的主祭神是以日矛鏡（（日語）ひぼこのかがみ）為神體的國懸大神（（日語）くにかかすのおおかみ），相殿神是玉祖命（（日語）たまのやのみこと）、明立天御影命（（日語）あけたつあめのみかげのみこと）、鈿女命（（日語）うづめのみこと）。
兩鏡被視為和伊勢神宮內宮的神寶八咫鏡同等，八咫鏡是伊勢神宮天照大神之神體，所以日前宮、國懸宮之神被視為準皇祖神。全國神宮之中，僅伊勢神宮、日前神宮、國懸神宮等三宮無神階，是別格的神社。

## 攝末社

### 攝社
- 天道根神社（祭神：天道根命）
- 中言社（祭神：名草姬命、名草彥命）

### 末社
- 松尾神社（祭神：大山咋神、中津島姬命（市杵島姬命））
- 深草神社（祭神：野槌神）

## 交通
- JR和歌山車站東口改札 徒步20分
- 和歌山電鐵貴志川線日前宮車站下車 徒步1分
- 和歌山巴士「日前宮前」下車 徒步1分

## 內部連結
- 日像鏡與日矛鏡
- 神宮
- 天道根命

## 外部連結
- （日語）日前神宮・國懸神宮（日前宮）